# ماسيمو جياكوميني
ماسيمو جياكوميني ( Massimo Giacomini)، (مواليد 1939 في مدينة أوديني). بدأ مسيرته الأحترافية كلاعب في نادي أودينيزي حيث لعب معهم من لأربعة مواسم من1957-1961 ومن تنقل ما بين الميلان و لاتسيو و جنوى إلا أن اعتزل اللعب نهائي في 1973. ومن ثم بدأ مسيرته التدربية مع فريقه القديم أودينيزي و درب إيه سي ميلان لثلاثة مواسم 1979-1981.